# Aksana Sivitskaya
Aksana Sivitskaya (1974) es una deportista bielorrusa que compitió en atletismo adaptado. Ganó dos medallas en los Juegos Paralímpicos de Verano, plata en Sídney 2000 y bronce en Atenas 2004.

## Palmarés internacional
| Juegos Paralímpicos | Juegos Paralímpicos | Juegos Paralímpicos | Juegos Paralímpicos   |
| Año                 | Lugar               | Medalla             | Prueba                |
| ------------------- | ------------------- | ------------------- | --------------------- |
| 2000                | Sídney (Australia)  | Medalla de plata    | Salto de longitud F12 |
| 2004                | Atenas (Grecia)     | Medalla de bronce   | Salto de longitud F13 |